# 吳夢熊
吳夢熊（1543年—？），字應望，直隸常州府宜興縣人，民籍，明朝政治人物。

## 生平
萬曆四年（1576年）丙子科應天府鄉試第四十八名，萬曆五年（1577年）丁丑科會試第一百五十名，登三甲第四十八名進士。官乌程县知县。

## 家族
曾祖吳經，曾任訓導 封翰林院編修 贈禮部右侍郎；祖父吳儼，曾任資善大夫南京禮部尚書 贈太子少保 諡文肅；父吳驂，曾任潯州知府進階亞中大夫。母張氏（封宜人）。具慶下。
继室赵氏在丈夫吴梦熊去世时才24岁，矢志守节，勤俭持家，抚养三子长大，天启六年（1626年）旌为节妇，守节77年，寿至101岁。两个孫子吳貞啓、吳貞毓先后考中进士。